# Кубок Футбольної ліги 1970—1971
Кубок Футбольної ліги 1970–1971 — 11-й розіграш Кубка Футбольної ліги. Змагання проводилось за системою «плей-оф» серед 91 найкращих клубів Англії та Уельсу. Від участі у турнірі відмовився «Евертон». Титул вперше здобув «Тоттенгем Готспур».

## Календар
| Раунд        | Дата                         | Матчі   | Клуби   |
| ------------ | ---------------------------- | ------- | ------- |
| Перший раунд | 17-26 серпня 1970            | 27+5    | 91 → 64 |
| Другий раунд | 8-28 вересня 1970            | 32+11+1 | 64 → 32 |
| 1/16 фіналу  | 6-13 жовтня 1970             | 16+3    | 32 → 16 |
| 1/8 фіналу   | 27 жовтня - 9 листопада 1970 | 8+2     | 16 → 8  |
| 1/4 фіналу   | 17-25 листопада 1970         | 4+2     | 8 → 4   |
| 1/2 фіналу   | 16-23 грудня 1970            | 4       | 4 → 2   |
| Фінал        | 27 лютого 1971               | 1       | 2 → 1   |

## Перший раунд
| Команда 1             | Рахунок | Команда 2                    |
| --------------------- | ------- | ---------------------------- |
| 17 серпня 1970        |         |                              |
| Бірмінгем Сіті (2)    | 3:3     | Рексем (3)                   |
| 18 серпня 1970        |         |                              |
| Бристоль Роверз (3)   | 1:0     | Брайтон енд Гоув Альбіон (3) |
| Бері (3)              | 1:3     | Олдем Атлетік (4)            |
| Чарльтон Атлетік (2)  | 3:0     | Саутенд Юнайтед (4)          |
| Кру Александра (4)    | 2:2     | Транмер Роверз (3)           |
| Ексетер Сіті (4)      | 0:0     | Свонсі Сіті (3)              |
| Порт Вейл (3)         | 0:1     | Волсолл (3)                  |
| 19 серпня 1970        |         |                              |
| Олдершот (4)          | 1:0     | Брентфорд (4)                |
| Астон Вілла (3)       | 4:0     | Ноттс Каунті (4)             |
| Барнслі (3)           | 0:1     | Ротергем Юнайтед (3)         |
| Честер Сіті (4)       | 2:1     | Шрусбері Таун (3)            |
| Колчестер Юнайтед (4) | 5:0     | Кембридж Юнайтед (4)         |
| Донкастер Роверз (3)  | 1:1     | Дарлінгтон (4)               |
| Фулгем (3)            | 1:0     | Лейтон Орієнт (2)            |
| Джиллінгем (3)        | 0:1     | Лутон Таун (2)               |
| Галіфакс Таун (3)     | 3:0     | Бредфорд Сіті (3)            |
| Гартлпул Юнайтед (4)  | 2:3     | Йорк Сіті (4)                |
| Лінкольн Сіті (4)     | 2:1     | Грімсбі Таун (4)             |
| Менсфілд Таун (3)     | 6:2     | Честерфілд (3)               |
| Ньюпорт Каунті (4)    | 2:1     | Редінг (3)                   |
| Портсмут (2)          | 2:0     | Плімут Аргайл (3)            |
| Рочдейл (3)           | 1:0     | Саутпорт (4)                 |
| Сканторп Юнайтед (4)  | 2:3     | Нортгемптон Таун (4)         |
| Стокпорт Каунті (4)   | 0:1     | Престон Норт-Енд (2)         |
| Торкі Юнайтед (3)     | 1:1     | Борнмут (4)                  |
| Вотфорд (2)           | 2:0     | Пітерборо Юнайтед (4)        |
| Воркінгтон (4)        | 2:0     | Барроу (4)                   |

Перегравання
| Команда 1          | Рахунок | Команда 2            |
| ------------------ | ------- | -------------------- |
| 24 серпня 1970     |         |                      |
| Кру Александра (4) | 4:0     | Транмер Роверз (3)   |
| Дарлінгтон (4)     | 3:1     | Донкастер Роверз (3) |
| 25 серпня 1970     |         |                      |
| Свонсі Сіті (3)    | 4:2 дч  | Ексетер Сіті (4)     |
| 26 серпня 1970     |         |                      |
| Рексем (3)         | 2:3     | Бірмінгем Сіті (2)   |
| Борнмут (4)        | 1:2     | Торкі Юнайтед (3)    |

## Другий раунд
| Команда 1                | Рахунок | Команда 2               |
| ------------------------ | ------- | ----------------------- |
| 8 вересня 1970           |         |                         |
| Бристоль Роверз (3)      | 2:1     | Ньюкасл Юнайтед         |
| Дербі Каунті             | 3:1     | Галіфакс Таун (3)       |
| Іпсвіч Таун              | 0:0     | Арсенал                 |
| Лутон Таун (2)           | 3:0     | Воркінгтон (4)          |
| Менсфілд Таун (3)        | 0:0     | Ліверпуль               |
| Олдем Атлетік (4)        | 2:4     | Мідлсбро (2)            |
| Квінз Парк Рейнджерс (2) | 4:0     | Кардіфф Сіті (2)        |
| Ротергем Юнайтед (3)     | 0:0     | Бристоль Сіті (2)       |
| Шеффілд Юнайтед (2)      | 1:0     | Лідс Юнайтед            |
| Свіндон Таун (2)         | 4:2     | Вотфорд (2)             |
| Вест-Бромвіч Альбіон     | 3:1     | Чарльтон Атлетік (2)    |
| 9 вересня 1970           |         |                         |
| Олдершот (4)             | 1:3     | Манчестер Юнайтед       |
| Астон Вілла (3)          | 2:0     | Бернлі                  |
| Блекпул                  | 4:1     | Ньюпорт Каунті (4)      |
| Болтон Вондерерз (2)     | 1:0     | Блекберн Роверз (2)     |
| Карлайл Юнайтед (2)      | 2:1     | Манчестер Сіті          |
| Колчестер Юнайтед (4)    | 1:1     | Бірмінгем Сіті (2)      |
| Крістал Пелес            | 3:3     | Рочдейл (3)             |
| Дарлінгтон (4)           | 0:4     | Фулгем (3)              |
| Гаддерсфілд Таун         | 0:0     | Ноттінгем Форест        |
| Лестер Сіті (2)          | 3:2     | Саутгемптон             |
| Лінкольн Сіті (4)        | 2:1     | Сандерленд (2)          |
| Норвіч Сіті (2)          | 0:0     | Честер Сіті (4)         |
| Оксфорд Юнайтед (2)      | 1:0     | Вулвергемптон Вондерерз |
| Портсмут (2)             | 1:0     | Волсолл (3)             |
| Шеффілд Венсдей (2)      | 1:1     | Челсі                   |
| Сток Сіті                | 0:0     | Міллволл (2)            |
| Торкі Юнайтед (3)        | 1:3     | Престон Норт-Енд (2)    |
| Тоттенгем Готспур        | 3:0     | Свонсі Сіті (3)         |
| Транмер Роверз (3)       | 1:1     | Ковентрі Сіті           |
| Вест Гем Юнайтед         | 1:0     | Галл Сіті (2)           |
| Йорк Сіті (4)            | 0:0     | Нортгемптон Таун (4)    |

Перегравання
| Команда 1            | Рахунок | Команда 2             |
| -------------------- | ------- | --------------------- |
| 14 вересня 1970      |         |                       |
| Рочдейл (3)          | 1:3     | Крістал Пелес         |
| 15 вересня 1970      |         |                       |
| Бірмінгем Сіті (2)   | 2:1     | Колчестер Юнайтед (4) |
| Бристоль Сіті (2)    | 4:0     | Ротергем Юнайтед (3)  |
| Нортгемптон Таун (4) | 1:1 дч  | Йорк Сіті (4)         |
| 16 вересня 1970      |         |                       |
| Честер Сіті (4)      | 1:2     | Норвіч Сіті (2)       |
| 21 вересня 1970      |         |                       |
| Ноттінгем Форест     | 2:0     | Гаддерсфілд Таун      |
| Міллволл (2)         | 2:1     | Сток Сіті             |
| 22 вересня 1970      |         |                       |
| Ліверпуль            | 3:2 дч  | Менсфілд Таун (3)     |
| Челсі                | 2:1     | Шеффілд Венсдей (2)   |
| Ковентрі Сіті        | 2:1     | Транмер Роверз (3)    |
| 28 вересня 1970      |         |                       |
| Арсенал              | 4:0     | Іпсвіч Таун           |
| Нортгемптон Таун (4) | 2:1     | Йорк Сіті (4)         |

## 1/16 фіналу
| Команда 1            | Рахунок | Команда 2                |
| -------------------- | ------- | ------------------------ |
| 6 жовтня 1970        |         |                          |
| Бірмінгем Сіті (2)   | 2:1     | Ноттінгем Форест         |
| Карлайл Юнайтед (2)  | 3:1     | Оксфорд Юнайтед (2)      |
| Ковентрі Сіті        | 3:1     | Вест Гем Юнайтед         |
| Фулгем (3)           | 2:0     | Квінз Парк Рейнджерс (2) |
| Лутон Таун (2)       | 0:1     | Арсенал                  |
| Нортгемптон Таун (4) | 1:1     | Астон Вілла (3)          |
| Престон Норт-Енд (2) | 0:1     | Вест-Бромвіч Альбіон     |
| Свіндон Таун (2)     | 2:0     | Ліверпуль                |
| 7 жовтня 1970        |         |                          |
| Блекпул              | 0:1     | Бристоль Сіті (2)        |
| Болтон Вондерерз (2) | 1:1     | Лестер Сіті (2)          |
| Челсі                | 3:2     | Мідлсбро (2)             |
| Крістал Пелес        | 4:0     | Лінкольн Сіті (4)        |
| Дербі Каунті         | 4:2     | Міллволл (2)             |
| Манчестер Юнайтед    | 1:0     | Портсмут (2)             |
| Норвіч Сіті (2)      | 1:1     | Бристоль Роверз (3)      |
| Тоттенгем Готспур    | 2:1     | Шеффілд Юнайтед (2)      |

Перегравання
| Команда 1           | Рахунок | Команда 2            |
| ------------------- | ------- | -------------------- |
| 12 жовтня 1970      |         |                      |
| Лестер Сіті (2)     | 1:0     | Болтон Вондерерз (2) |
| 13 жовтня 1970      |         |                      |
| Астон Вілла (3)     | 3:0     | Нортгемптон Таун (4) |
| Бристоль Роверз (3) | 3:1 дч  | Норвіч Сіті (2)      |

## 1/8 фіналу
| Команда 1           | Рахунок | Команда 2            |
| ------------------- | ------- | -------------------- |
| 27 жовтня 1970      |         |                      |
| Бристоль Роверз (3) | 3:0     | Бірмінгем Сіті (2)   |
| Ковентрі Сіті       | 1:0     | Дербі Каунті         |
| Фулгем (3)          | 1:0     | Свіндон Таун (2)     |
| 28 жовтня 1970      |         |                      |
| Астон Вілла (3)     | 1:0     | Карлайл Юнайтед (2)  |
| Крістал Пелес       | 0:0     | Арсенал              |
| Лестер Сіті (2)     | 2:2     | Бристоль Сіті (2)    |
| Манчестер Юнайтед   | 2:1     | Челсі                |
| Тоттенгем Готспур   | 5:0     | Вест-Бромвіч Альбіон |

Перегравання
| Команда 1         | Рахунок | Команда 2       |
| ----------------- | ------- | --------------- |
| 3 листопада 1970  |         |                 |
| Бристоль Сіті (2) | 2:1     | Лестер Сіті (2) |
| 9 листопада 1970  |         |                 |
| Арсенал           | 0:2     | Крістал Пелес   |

## 1/4 фіналу
| Команда 1           | Рахунок | Команда 2         |
| ------------------- | ------- | ----------------- |
| 17 листопада 1970   |         |                   |
| Бристоль Роверз (3) | 1:1     | Астон Вілла (3)   |
| Фулгем (3)          | 0:0     | Бристоль Сіті (2) |
| 18 листопада 1970   |         |                   |
| Манчестер Юнайтед   | 4:2     | Крістал Пелес     |
| Тоттенгем Готспур   | 4:1     | Ковентрі Сіті     |

Перегравання
| Команда 1         | Рахунок | Команда 2           |
| ----------------- | ------- | ------------------- |
| 24 листопада 1970 |         |                     |
| Бристоль Сіті (2) | 1:0     | Фулгем (3)          |
| 25 листопада 1970 |         |                     |
| Астон Вілла (3)   | 1:0     | Бристоль Роверз (3) |

## 1/2 фіналу
| Команда 1         | Заг. | Команда 2         | 1-й матч | 2-й матч |
| ----------------- | ---- | ----------------- | -------- | -------- |
| 16/23 грудня 1970 |      |                   |          |          |
| Бристоль Сіті (2) | 1:3  | Тоттенгем Готспур | 1:1      | 0:2 дч   |
| Манчестер Юнайтед | 2:3  | Астон Вілла (3)   | 1:1      | 1:2      |

## Фінал
| 27 лютого 1971 |

| Тоттенгем Готспур | 2:0 | Астон Вілла (3) |
| ----------------- | --- | --------------- |
| Чиверс 78', 82'   |     |                 |

| Вемблі, Лондон Глядачів: 100 000 Арбітр: Джим Фінні |